# Mikwe (Diemeringen)

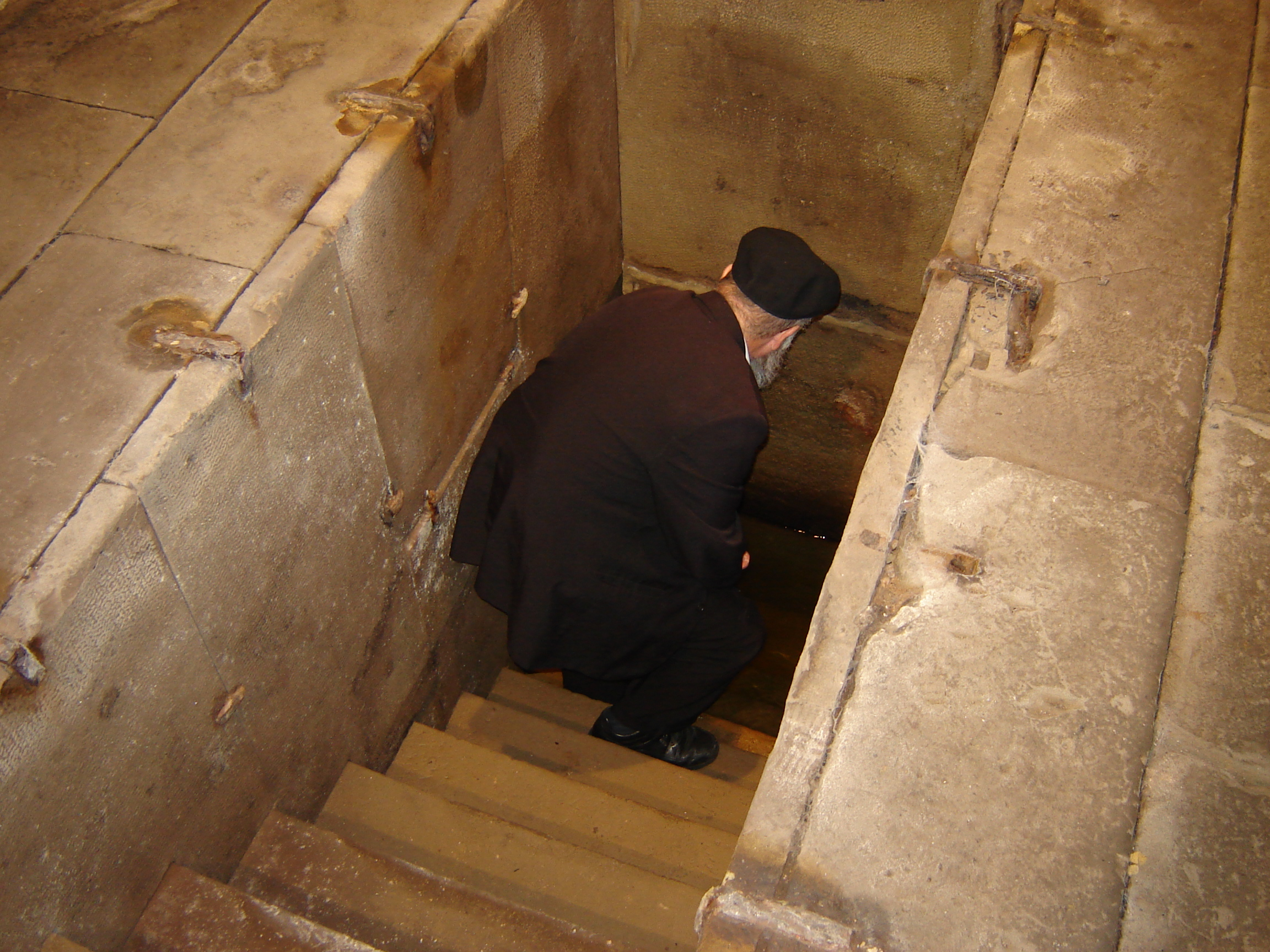
Mikwe in Diemeringen

Die Mikwe in Diemeringen, einer Gemeinde im Département Bas-Rhin in der französischen Region Grand Est, befindet sich im ehemaligen jüdischen Schulhaus, das 1853 bis 1862 errichtet wurde. Das Schulgebäude mit Mikwe in der Nr. 9 rue du Vin, direkt neben der Synagoge, ist seit 1999 als Monument historique klassifiziert.
Im Tauchbecken, das schon viele Jahrzehnte nicht mehr genutzt wird, befindet sich bis heute frisches Wasser.